# Museo Casa de Rui Barbosa
El Museo Casa de Rui Barbosa es considerado la primera casa museo pública de Brasil. Está instalado en la residencia donde vivió el político, jurista y escritor brasileño Ruy Barbosa y su familia, de 1895 hasta su muerte en 1923, ubicado en la calle São Clemente 134, en el barrio de Botafogo en la ciudad de Río de Janeiro. La importancia de Ruy Barbosa para Brasil se debe a su defensa de la república como sistema de gobierno, del federalismo y del abolicionismo de la esclavitud como principios regidores para su país.
El inmueble y su dotación, como testimonios de la vida y obra de Barbosa, fue adquirido por el gobierno federal en 1924, un año después de su muerte. Creado por Decreto n.° 17.758, del 4 de abril de 1927, el museo fue inaugurado el 13 de agosto de 1930 por el presidente Washington Luís. En 1966, su personalidad jurídica fue cambiada por la Ley n.º 4943, transformándose en Fundación Casa de Rui Barbosa. Actualmente, la casa museo es una división que integra el Centro de Memoria e Información de la Fundación Casa de Rui Barbosa, y su misión es preservar la colección museística y paisajística a su cargo a través de la documentación, conservación, educación, comunicación e investigación afines.

## Creación
Con la muerte de Ruy Barbosa el 1 de marzo de 1923, el gobierno federal brasileño propuso la compra de la casa a su viuda, Maria Augusta Ruy Barbosa, quien era la heredera de los bienes de Barbosa, debido al papel fundamental del jurista en la transición del imperio de Brasil a la proclamación de la República de Brasil, siendo uno de los redactores de la misma. María Augusta habría recibido en ese momento ofertas económicamente ventajosas provenientes de la Embajada de Inglaterra y del Jockey Club Buenos Aires, pero decidió vender la propiedad al gobierno federal, consciente de la intención de transformar la casa en una institución cultural.
Fueron comprados en 1924 la casa, la biblioteca con sus estanterías que reunían 23 000 títulos en 37 000 volúmenes, la propiedad intelectual de Ruy Barbosa y su archivo personal, compuesto por más de 60 mil documentos producidos por el jurista entre los años 1849 a 1923, como así también los jardines de la residencia. El 13 de agosto de 1930 se inauguró la Casa de Ruy Barbosa como dependencia federal, transformándose la residencia del abogado en un museo abierto al público. El acto inaugural contó con la presencia del presidente Washington Luís, quien en el acto plantó un renoval de palo brasil en el jardín del museo. A Washington Luís también se le atribuye la elección de los nombres de las habitaciones que componen los diferentes ambientes del museo, que corresponden a momentos destacados de la actuación del jurista en la política, el derecho y también en su vida privada:
| Salones en honor a la política de Barbosa: - Constitución - Federación - Buenos Aires - Civilista - Pro aliados - Tribunal de La Haya - Cuestión religiosa - Abolición - Estado de sitio - Instrucción pública - Caída del imperio | Salones en honor al derecho de Barbosa: - Habeas corpus - Casamiento civil - Código civil - Dreyfus Salones en honor a su vida privada: - Bahía - Maria Augusta - João Barbosa |

## Acervos

### Museología
El museo comprende el legado y los bienes de la pareja Ruy Barbosa y Maria Augusta de Ruy Barbosa, donados por la familia o adquiridos por la institución, constituyendo la misma una fiel representación material de los modos de vida de la aristocracia brasileña hacia el entresiglo XIX y XX. Fueron originalmente donados unos 1.400 objetos. El conjunto reúne, por un lado, los bienes que pertenecieron a Ruy Barbosa, su esposa María Augusta y sus hijos, pero por el otro lado incluye la colección de objetos adquiridos por el museo para la reconstrucción de ambientes, la colección de objetos relacionados con Ruy Barbosa, y finalmente la colección de objetos diversos, ajenos a Ruy Barbosa pero de interés para la constitución temática del museo.
La mayor parte de los fondos que componen la colección del museo están compuestos por objetos de decoración de interiores, como muebles y objetos de uso personal, como ropa, adornos, implementos de higiene y aseo. El museo cuenta con objetos de iluminación, esculturas, pinturas, numismática, medallas y un piano alemán del siglo XIX de la marca Bechstein, ubicado en la sala de música de la casa, utilizado por la familia Rui Barbosa en veladas, donde actuaron músicos brasileños de la época, como Antonieta Rudge, Magdalena Tagliaferro, Guiomar Novais, Cláudia Muzzi y Gigli.

### Paisajismo
El conjunto entre la casona y sus inmediaciones consta de 9000 m², de los que 6000 m² corresponden a superficies ajardinadas, las que fueron catalogadas y resguardadas desde 1938 por el Instituto de Patrimonio Histórico y Artístico Nacional de Brasil (IPHAN).
Bernardo Casemiro de Freitas, uno de los anteriores propietarios, describió esta superficie de la siguiente manera: «El terreno consta de jardín, huerta y pomar, un parronal sobre vigas de hierro, jarrones, figuras, y bancos de jardín». Diseñada en estilo romántico, los expertos indican que la disposición del jardín estuvo inspirada en la obra del paisajista francés Auguste François Marie Glaziou. Su composición vegetal incluye especies nativas, como sapoti, abiu, y guayaba, y especies exóticas como mango, jambeiro, y lichi, plantadas por el mismo Ruy Barbosa en 1895. El gran viñedo que aún permanece en el centro del jardín estaba ocupado por vides y rosas, que crecían en gran número. Según miembros de la familia, Ruy Barbosa cultivó alrededor de 300 tipos de rosas en el lugar.
En 1927, cuando la casa ya pertenecía al gobierno federal, parte del jardín fue cambiado por el paso de una calle que conectaría la calle São Clemente con la calle Assunção, proyecto que quedó en el abandono. Por ende, para la reinauguración de la Casa de Ruy Barbosa como museo, en junio de 1930, se contrató al ingeniero Vittorio Miglietta para realizar trabajos de renovación y restauración del jardín y del terreno a su estado original. Cabe considerar que en 1981, con la Carta de Florencia, el jardín pasó a ser entendido como un jardín histórico, es decir, una composición arquitectónica y vegetal de interés histórico. Entre 2015 y 2016 se llevó a cabo el proyecto de revitalización y restauración del Jardín Histórico de la Fundación Casa de Rui Barbosa, incluyendo el paisajismo y la integración de elementos arquitectónicos y artísticos, la modernización de infraestructuras y la implementación de mejoras en accesibilidad, iluminación y señalización.